# La tratta degli innocenti
La tratta degli innocenti (Abandoned) è un film poliziesco statunitense del 1949, diretto dal regista Joseph M. Newman e interpretato da Gale Storm, nota in Italia soprattutto per la serie televisiva La mia piccola Margie.

## Trama
La giovane Paula Considine, ragazza di provincia, giunge a Los Angeles alla ricerca disperata di sua sorella e di sua nipote, misteriosamente scomparse. Viene aiutata dall'affascinante reporter Mark Sitko, grazie al quale scoprirà che sua sorella è morta, per un suicidio sul quale però gravano molti dubbi. Decisa a fare luce su questa morte misteriosa, la ragazza, e l'uomo del quale si innamora, scopriranno che la sorella è stata in realtà uccisa da un racket di trafficanti di bambini organizzato da un certo Guy Decola, il quale vende i piccoli innocenti a delle ricche famiglie. Per smascherare l'orrendo traffico, Paula deciderà di fare da esca e di entrare nel giro delle false adozioni organizzato dal perfido Decola.